# Proletarskaja (stacja metra w Moskwie)
Proletarskaja (ros. Пролетарская – Proletariacka) – stacja moskiewskiego metra linii Tagańsko-Krasnopriesnieńskiej (kod 115). Stację nazwano od pobliskiej dzielnicy. Od 1997 roku istnieje tutaj możliwość przejścia na stację Krestinskaja Zastawa linii Lublinsko-Dmitrowskajej. Wyjścia prowadzą na ulice Abelmanowskaja i 1. Dubrowskaja i plac Krestjanskaja Zastawa.

## Wystrój
Stacja jest trzykomorowa, jednopoziomowa, posiada jeden peron. Rozszerzające się u szczytu kolumny pokryto białym marmurem z ozdobnym, żółtym pasem. Ściany nad torami obłożono białymi i czarnymi płytkami ceramicznymi i udekorowano anodyzowanymi aluminiowymi panelami przedstawiającymi sierp i młot. Podłogi wyłożono labradorem i granitem w różnych odcieniach szarości.